# Berlinale 2009
La Berlinale 2009, 59e édition du festival international du film de Berlin (59. Internationalen Filmfestspiele Berlin), s'est tenue du 5 au 15 février 2009.

## Jury
- Tilda Swinton (Royaume-Uni) - présidente du jury
- Isabel Coixet (Espagne)
- Gaston Kaboré (Burkina Faso)
- Henning Mankell (Suède)
- Christoph Schlingensief (Allemagne)
- Wayne Wang (États-Unis)
- Alice Waters (États-Unis)

## Sélections

### Compétition
La sélection officielle en compétition se compose de 18 films.
- À propos d'Elly (Darbareye Elly) d'Asghar Farhadi (Iran)
- Chéri (Cheri) de Stephen Frears (Royaume-Uni)
- Dans la brume électrique (In the Electric Mist) de Bertrand Tavernier (États-Unis)
- Everyone Else (Alle Anderen) de Maren Ade (Allemagne)
- Fausta (La teta asustada) de Claudia Llosa (Pérou)
- Forever Enthralled (梅兰芳, Méi Lánfāng) de Chen Kaige (Chine)
- Gigante d'Adrián Biniez (Uruguay)
- Happy Tears de Mitchell Lichtenstein (États-Unis)
- Katalin Varga de Peter Strickland (Royaume-Uni)
- Lille soldat d'Annette K. Olesen (Danemark)
- London River de Rachid Bouchareb (Algérie ; France)
- Mammoth de Lukas Moodysson (Suède)
- The Messenger d'Oren Moverman (États-Unis)
- Ma mère, ses hommes et moi (My One and Only) de Richard Loncraine (États-Unis)
- Rage de Sally Potter (Royaume-Uni)
- La Révélation (Sturm) de Hans-Christian Schmid (Allemagne)
- Ricky de François Ozon (France)
- Tatarak (Sweet Rush) d'Andrzej Wajda (Pologne)

### Hors compétition
8 films sont présentés hors compétition.
- Fragments d'Allemagne (Deutschland 09), film collectif
- Eden à l'ouest de Costa-Gavras
- La Poussière du temps (I skoni tou chronou) de Theo Angelopoulos
- Notorious BIG de George Tillman Jr.
- La Panthère rose 2 (The Pink Panther 2) de Harald Zwart
- L'Enquête (The International) de Tom Tykwer
- Les Vies privées de Pippa Lee (The Private Lives of Pippa Lee) de Rebecca Miller
- The Reader de Stephen Daldry

## Palmarès
- Ours d'or : Fausta (La teta asustada) de Claudia Llosa (Pérou)
- Ours d'argent (Grand prix du jury) : ex æquo Alle Anderen de Maren Ade et Gigante d'Adrián Biniez
- Ours d'argent du meilleur acteur : Sotigui Kouyaté dans London River
- Ours d'argent de la meilleure actrice : Birgit Minichmayr dans Alle Anderen
- Ours d'argent du meilleur réalisateur : Asghar Farhadi pour À propos d'Elly (Darbareye Elly)
- Ours d'argent du meilleur scénario : Alessandro Camon et Oren Moverman pour The Messenger